# Parato di San Giovanni

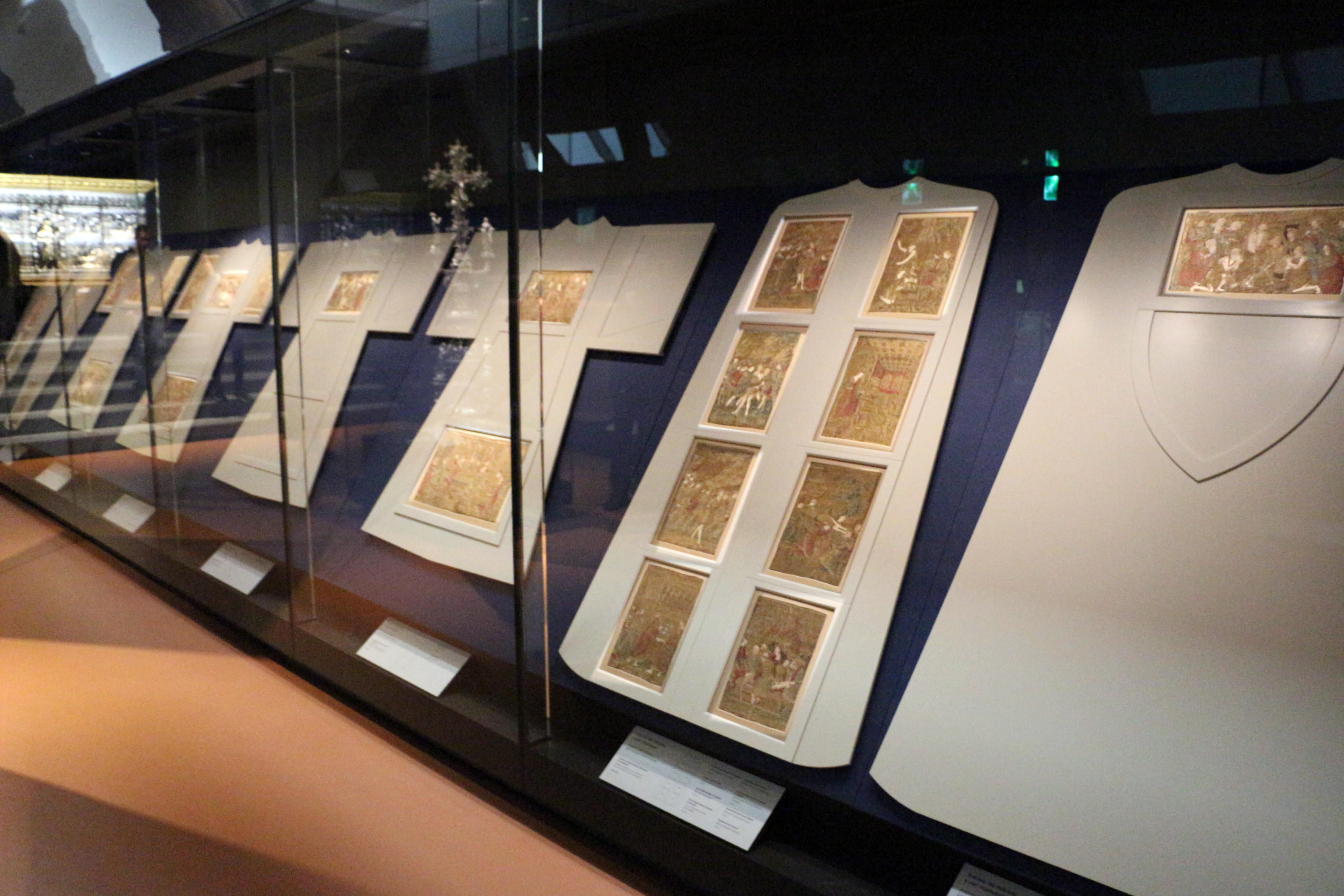
Ricostruzione del parato di San Giovanni

Il Parato di San Giovanni è un gruppo di ventisette pannelli ricamati in sete policrome e filo d'oro, realizzati su disegno di Antonio del Pollaiolo. Databili al 1466-1488 circa, furono realizzati per il battistero di San Giovanni Battista a Firenze ed oggi sono conservati nel locale Museo dell'Opera del Duomo. I pannelli misurano all'incirca poco più di 20x30 cm l'uno.

## Storia
Il ricco parato venne commissionato dall'Arte di Calimala nel 1466 ed era utilizzato dai sacerdoti durante particolari festività religiose, in particolare messe solenni e processioni. I pannelli figurati venivano applicati sulle vesti, dando un aspetto di particolare ricchezza. I pannelli erano originariamente composti su una dalmatica, una tunicella, una pianeta e un piviale, e nel complesso narravano le Storie di san Giovanni Battista, patrono della chiesa.
Gli artefici dei ricami furono una serie di maestri italiani e soprattutto stranieri, in particolare francesi e fiamminghi, tra cui si sono tramandati i nomi di Paolo di Bartolomeo di Manfredi da Verona, Piero di Piero da Venezia, Antonio di Giovanni da Firenze, Coppino di Giovanni da Malines (Fiandre), Paolo di Anversa, Niccolò di Jacopo di Francia, Giovanni di Morale, Giovanni di Jacopo, Giovanni di Pelaio di Prignana.
Il lavoro venne compiuto intrecciando numerose sete colorate con punti minuscoli (punto serrato), con un abbondante uso di fili d'oro tesi orizzontalmente e richiese numerosi anni. A giudicare dai pagamenti al pittore si protrasse per ben ventidue anni, fino al 1488. La spesa complessiva fu di oltre tremila fiorini d'oro.
Dopo secoli di uso sporadico il parato iniziò a dare segni di usura. Dopo essere stato esposto sull'altare argenteo di San Giovanni in occasione delle grandi festività, venne smontato nel XVIII secolo e in quell'occasione si incollarono le singole scene su tavolette che vennero incorniciate. Le tavolette entrarono a far parte della dotazione del museo fin dalla sua istituzione, nel 1891.
Nel 2015 è stato concluso il restauro del parato di San Giovanni, realizzato dall'Opificio delle Pietre Dure di Firenze in adempimento di un progetto di restauro finanziato dall'Opera di S.Maria del Fiore.

## Descrizioni e stile
Nonostante le inevitabili differenze di fattura in un'opera collettiva, i pannelli rendono in genere bene lo stile di Antonio. Le storie erano probabilmente distribuite sui vari paramenti non in ordine strettamente cronologico e tale disposizione originaria, per quanto sia stato possibile ricostruire, è oggi usata come criterio di esposizione nelle vetrine del museo.
Le scene, in ordine cronologico, sono le seguenti:

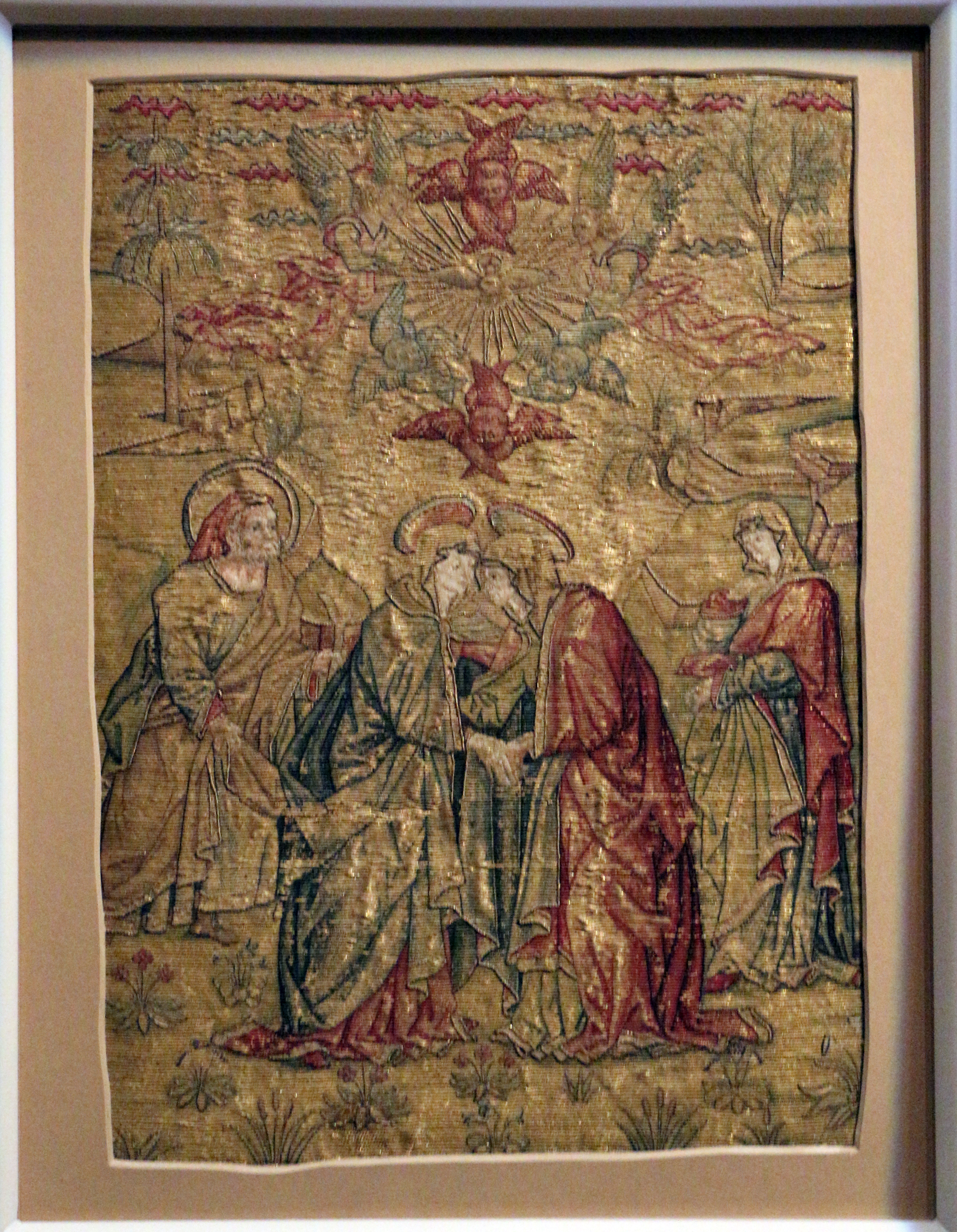
Visitazione (pianeta)
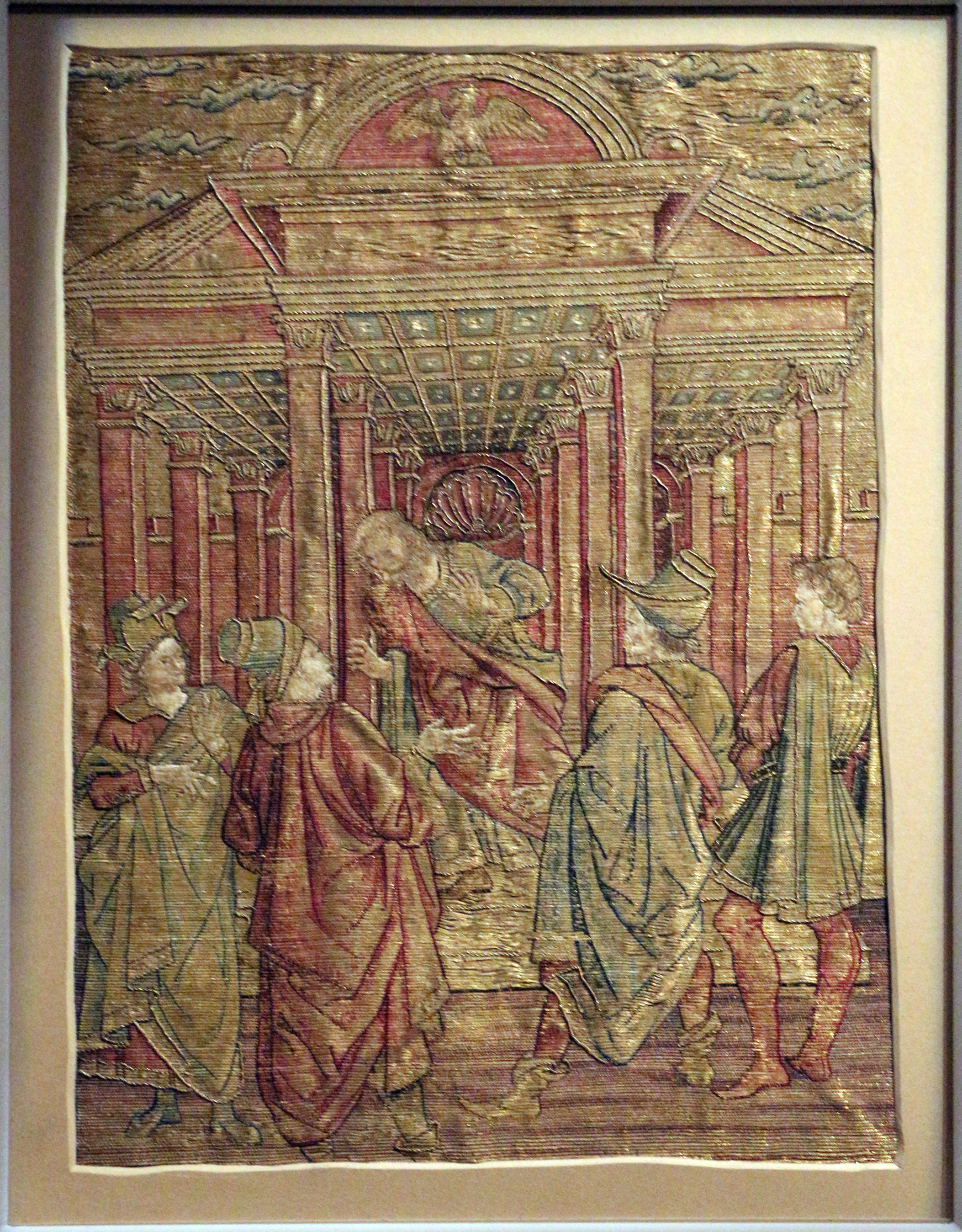
Zaccaria cacciato dal Tempio (pianeta)
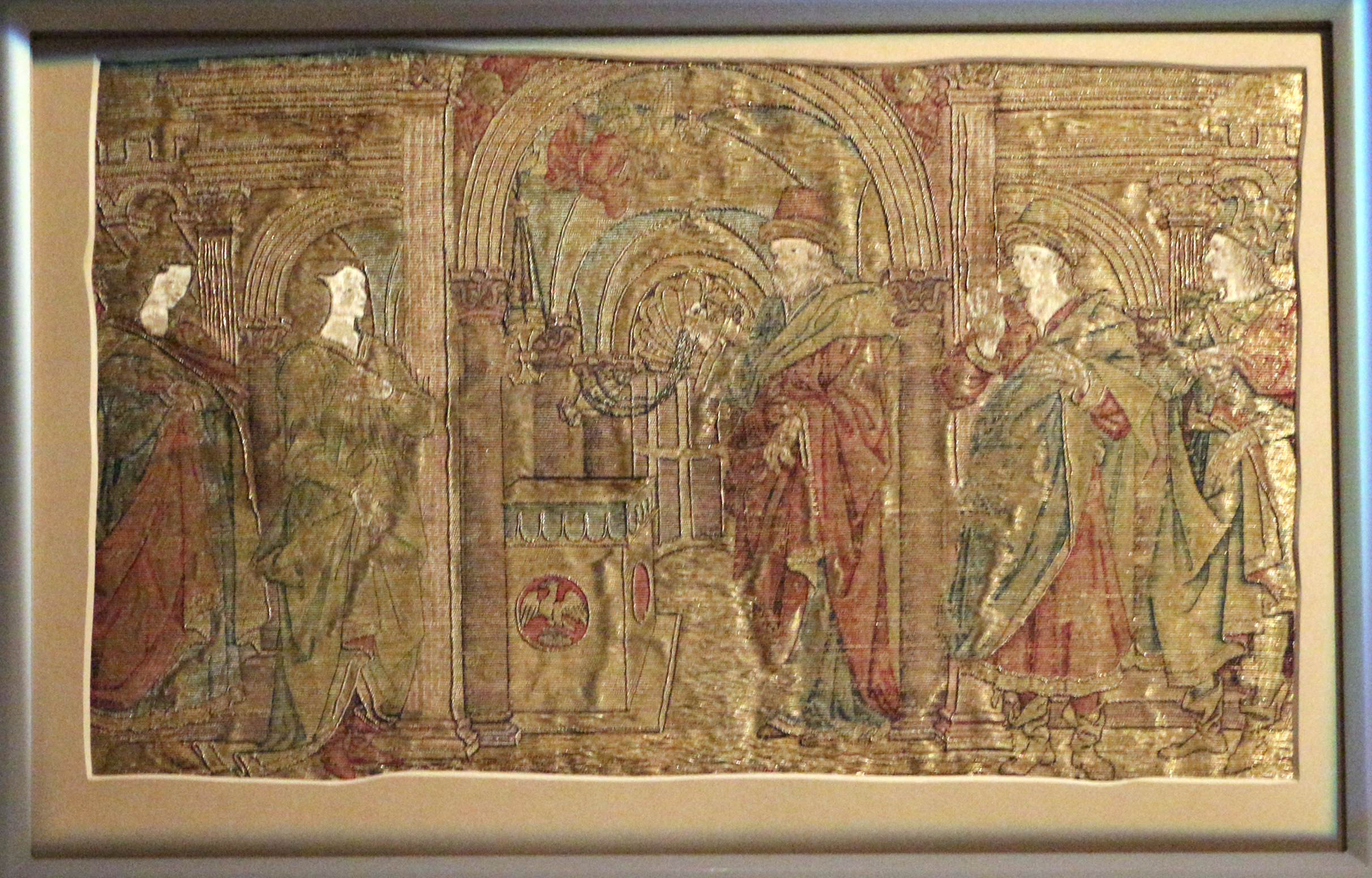
Annuncio della nascita del Battista (pianeta)
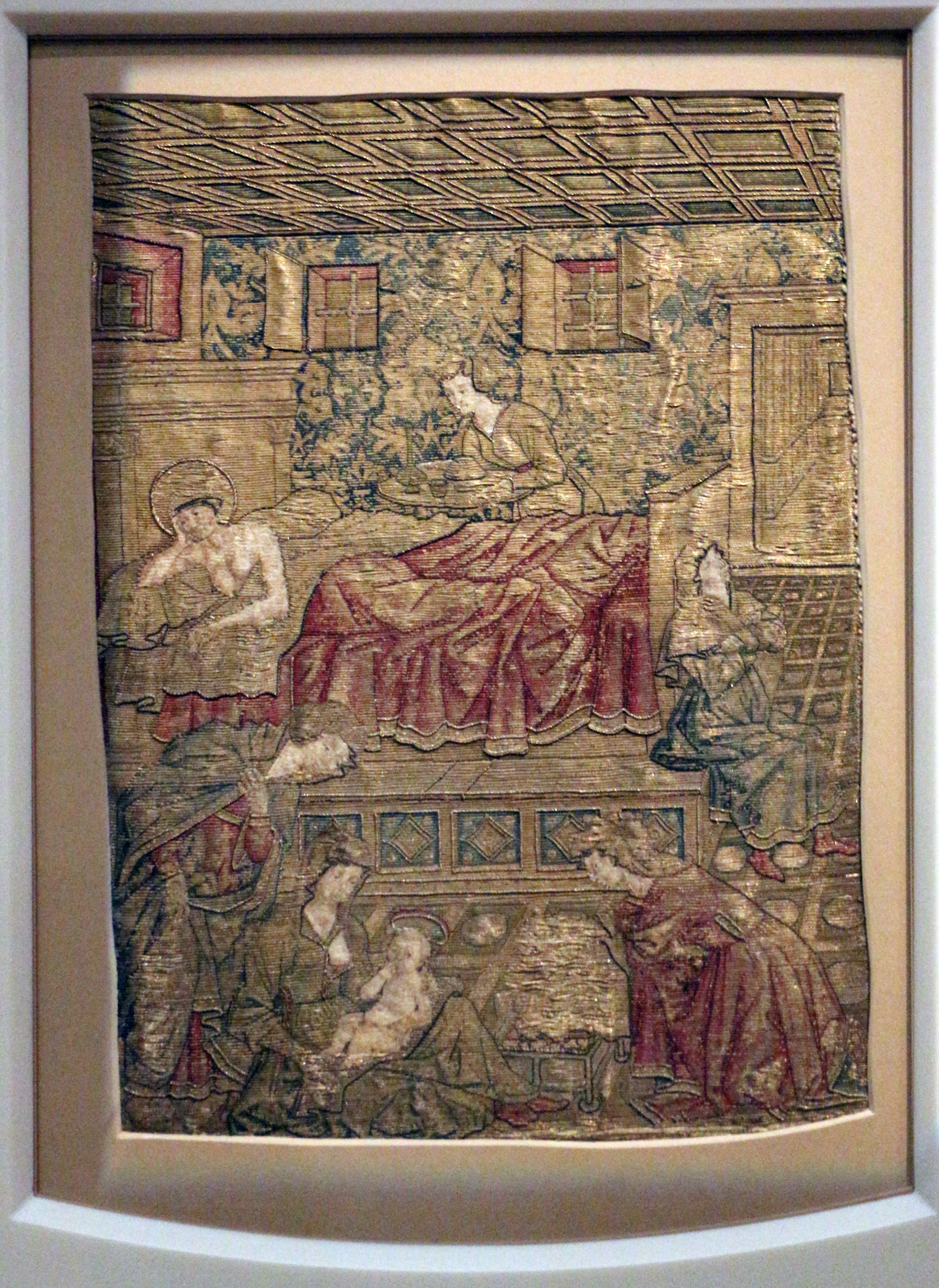
Nascita del Battista (pianeta)
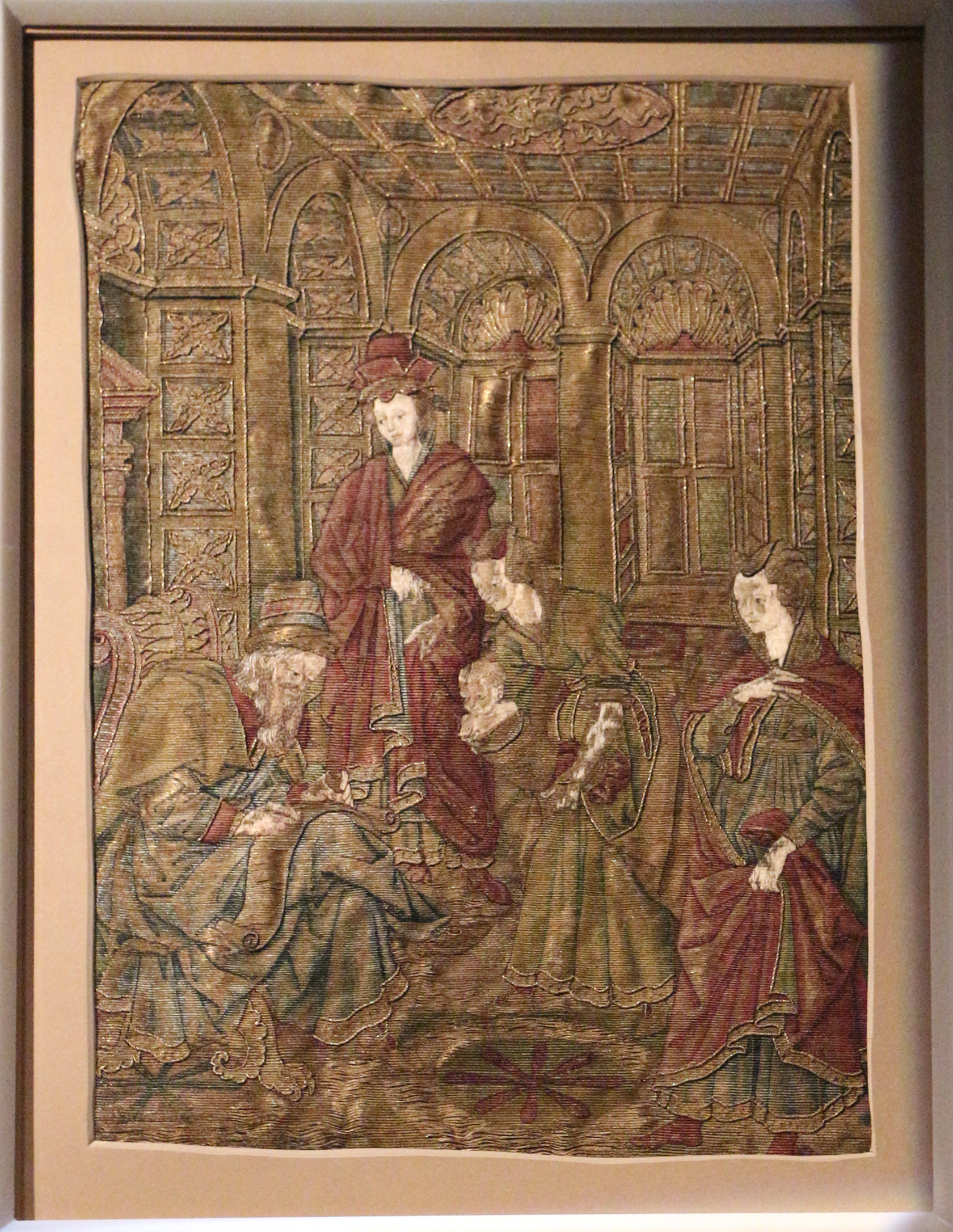
Imposizione del nome al Battista (pianeta)
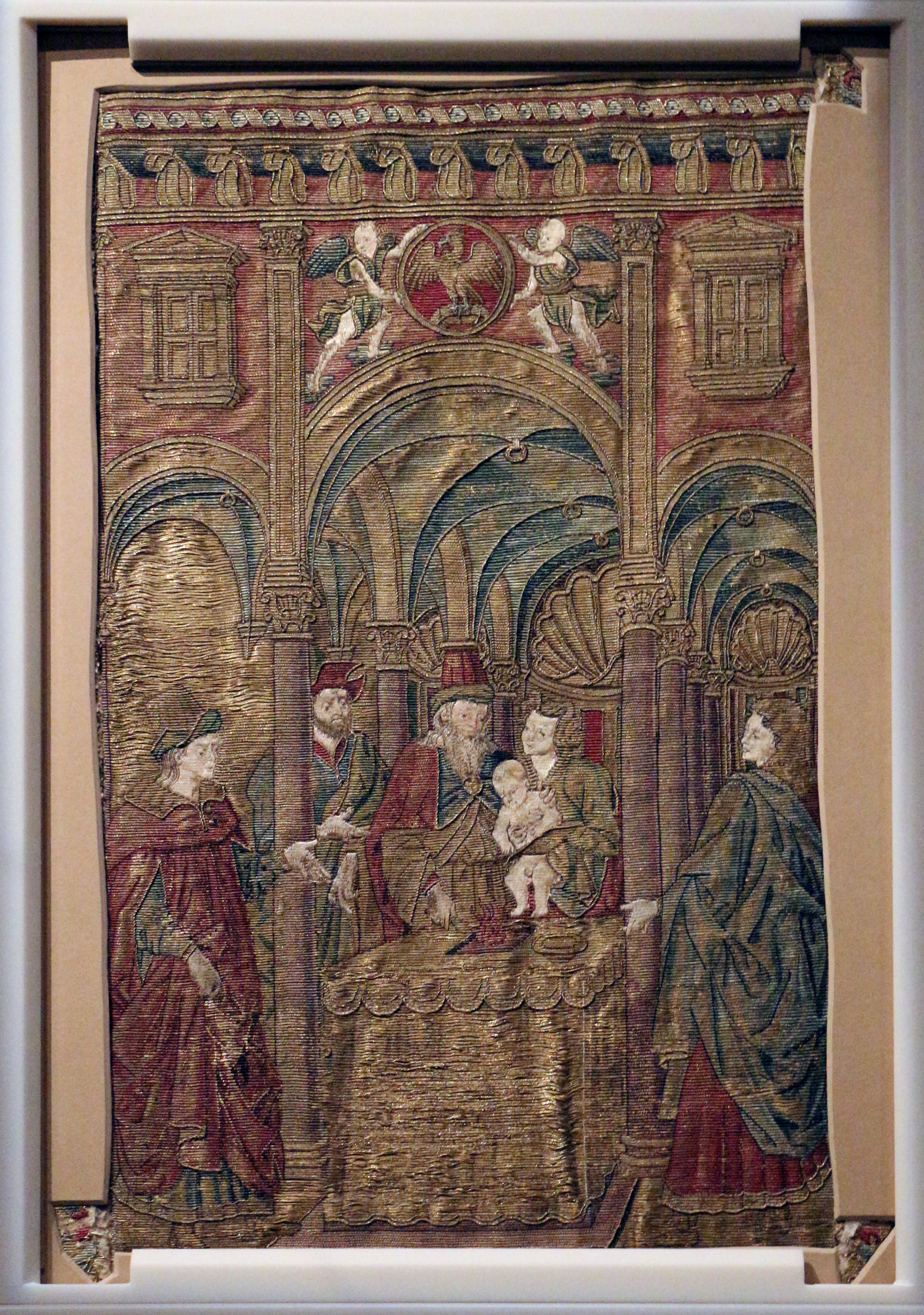
Circoncisione del Battista (pianeta)
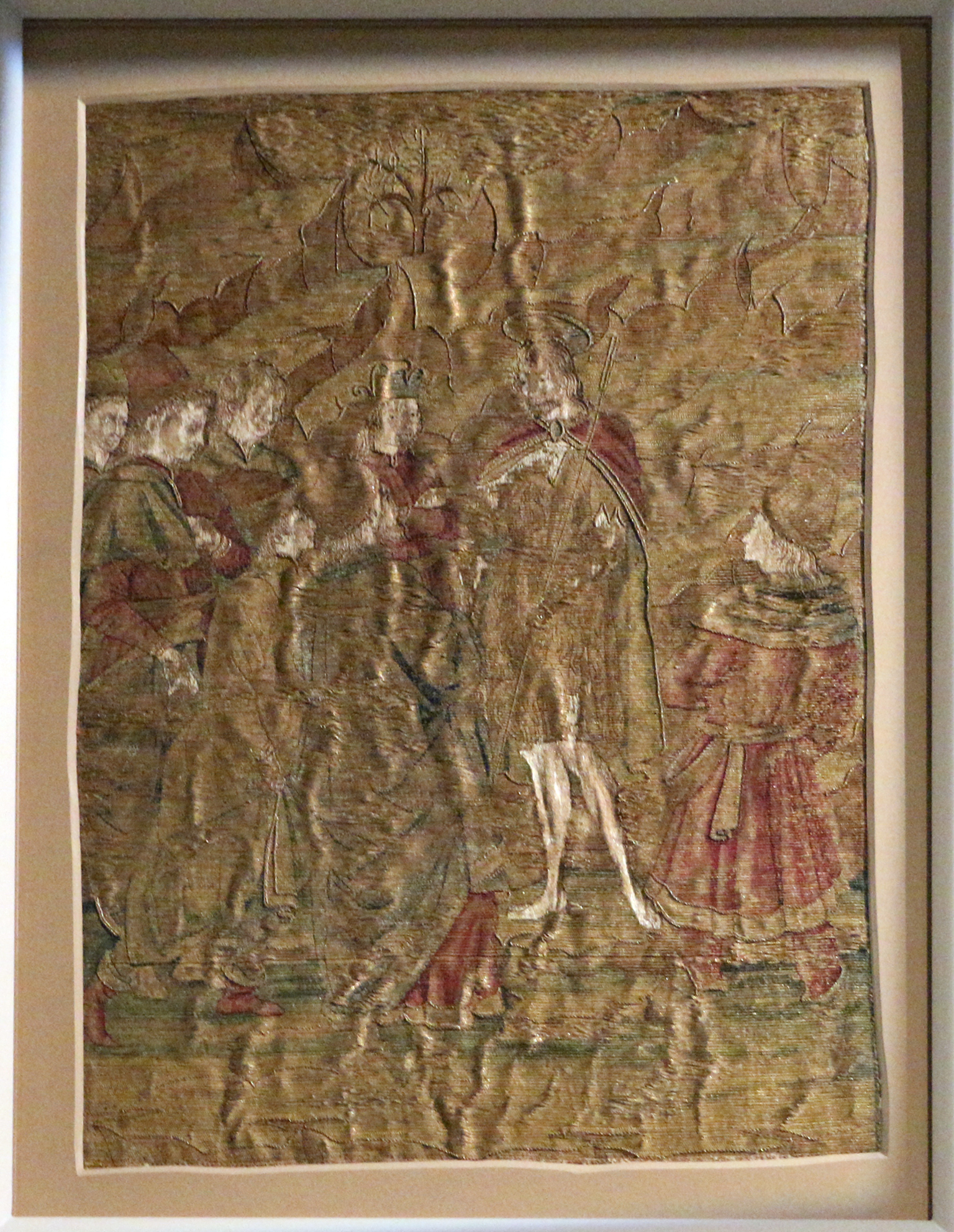
Il Battista e i pubblicani
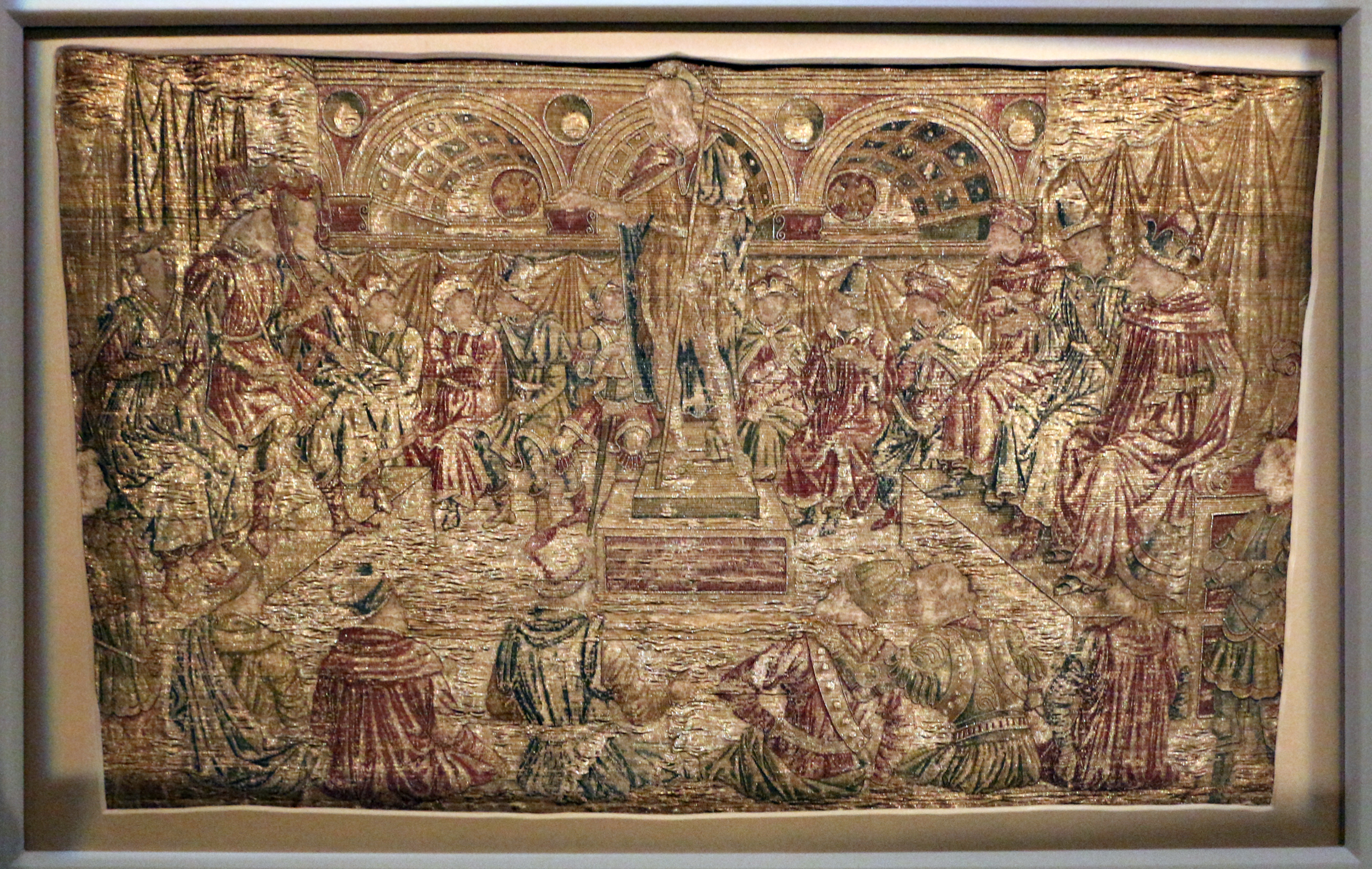
Il Battista rimprovera erode (dalmatica 1)
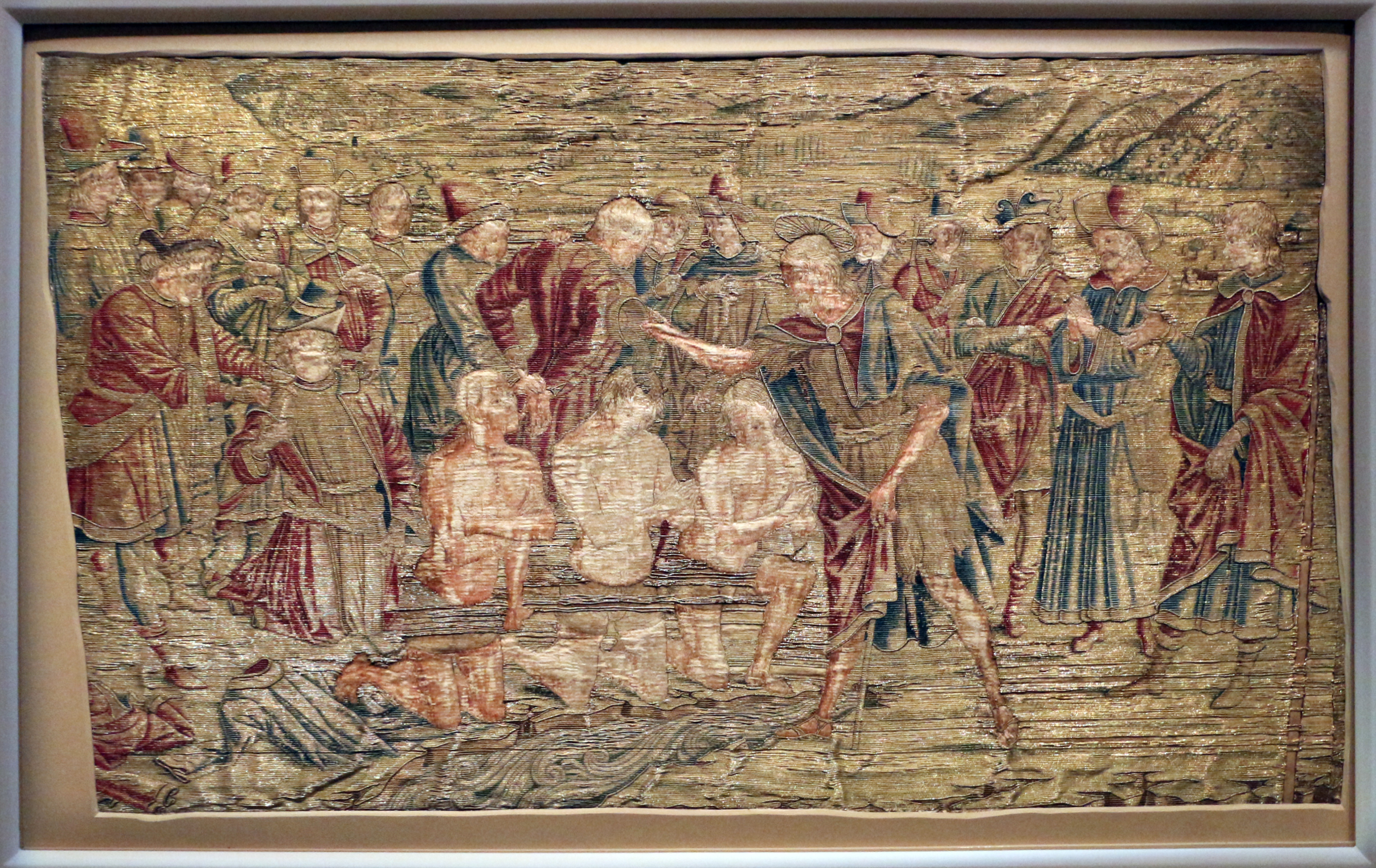
Il Battista battezza i neofiti (dalmatica 2)
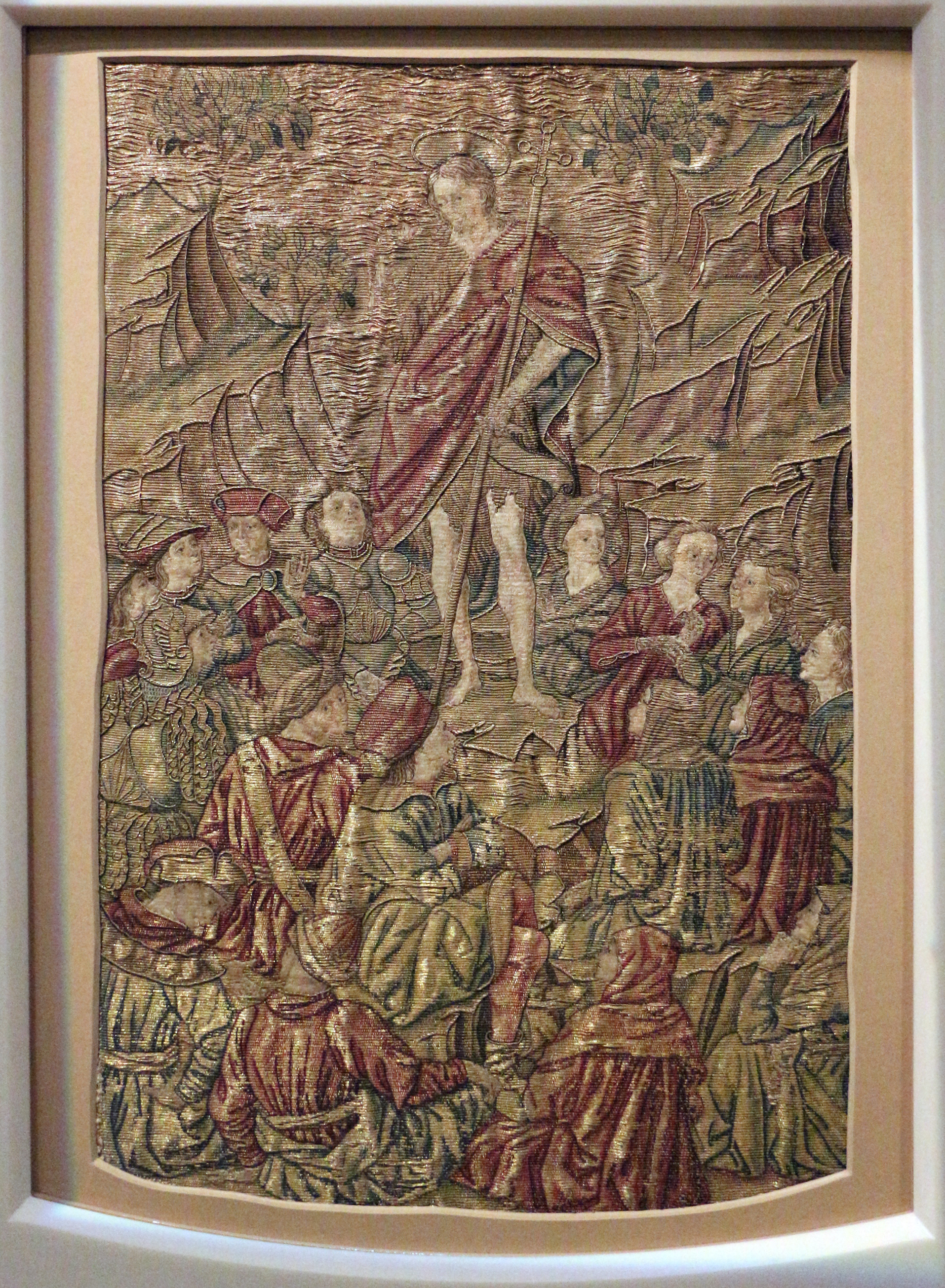
Predica alle folle (dalmatica 2)
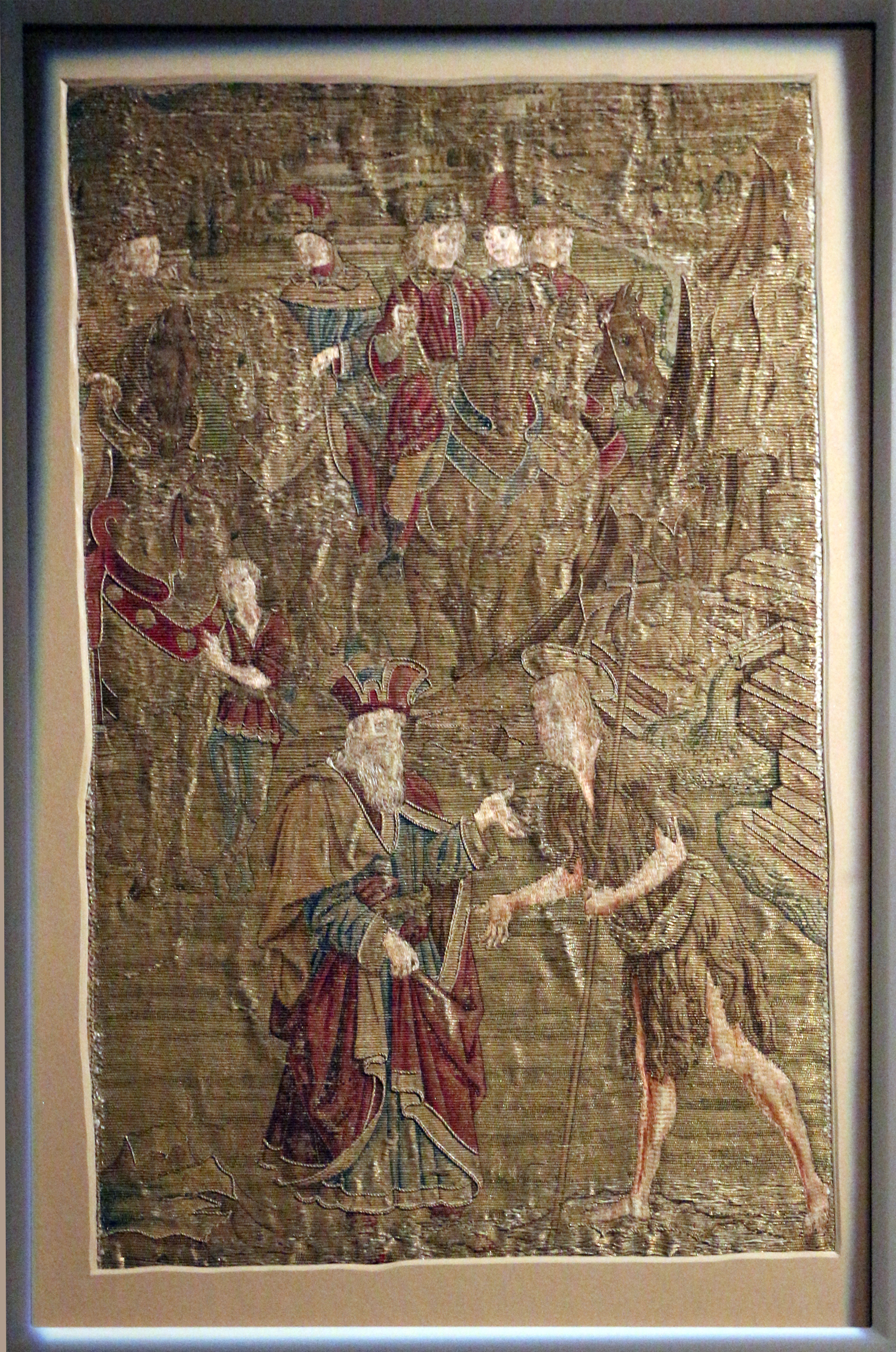
Incontro del Battista col sommo sacerdote (damatica 1)
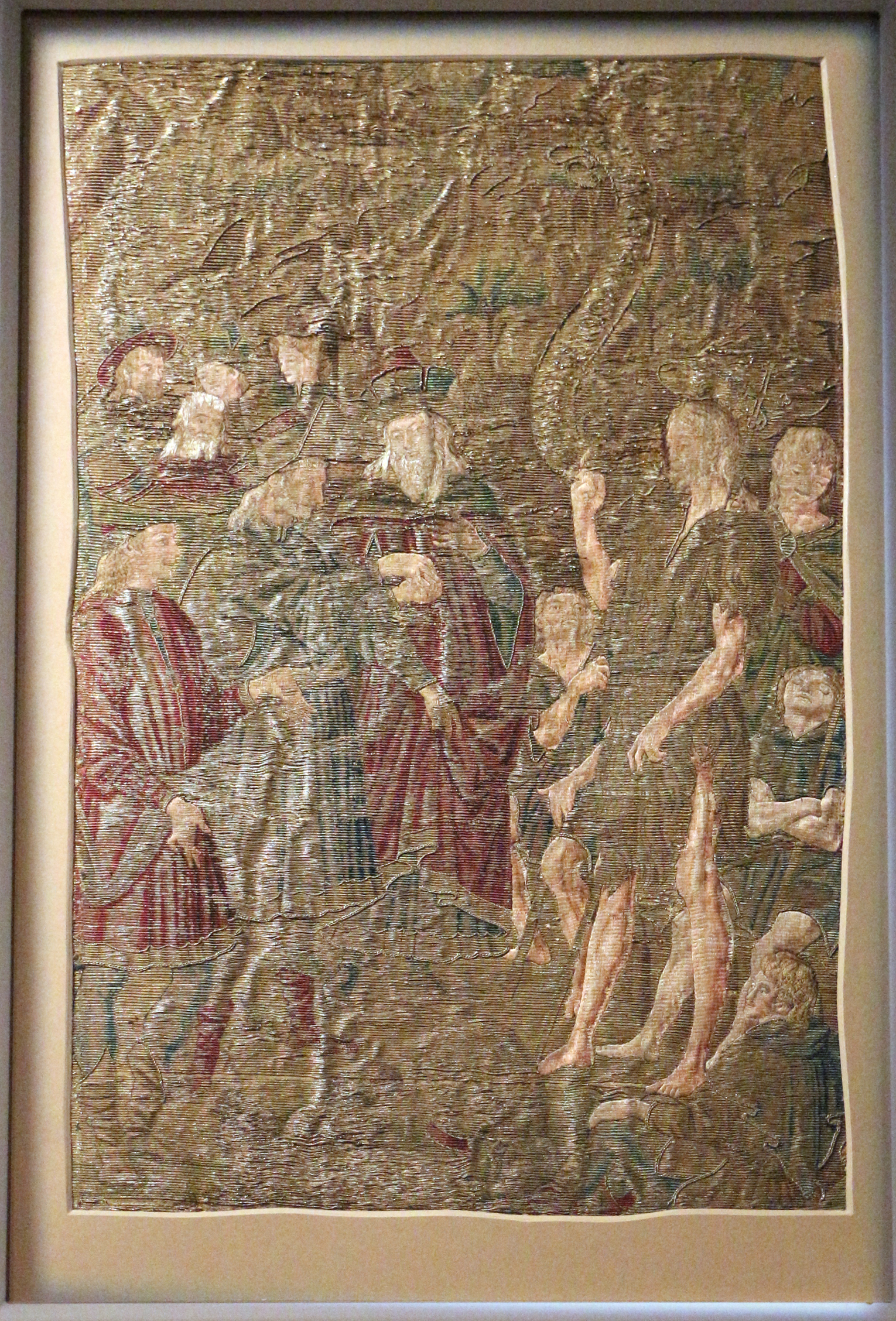
Il Battista davanti ai sacerdoti e ai leviti (dalmatica 1)
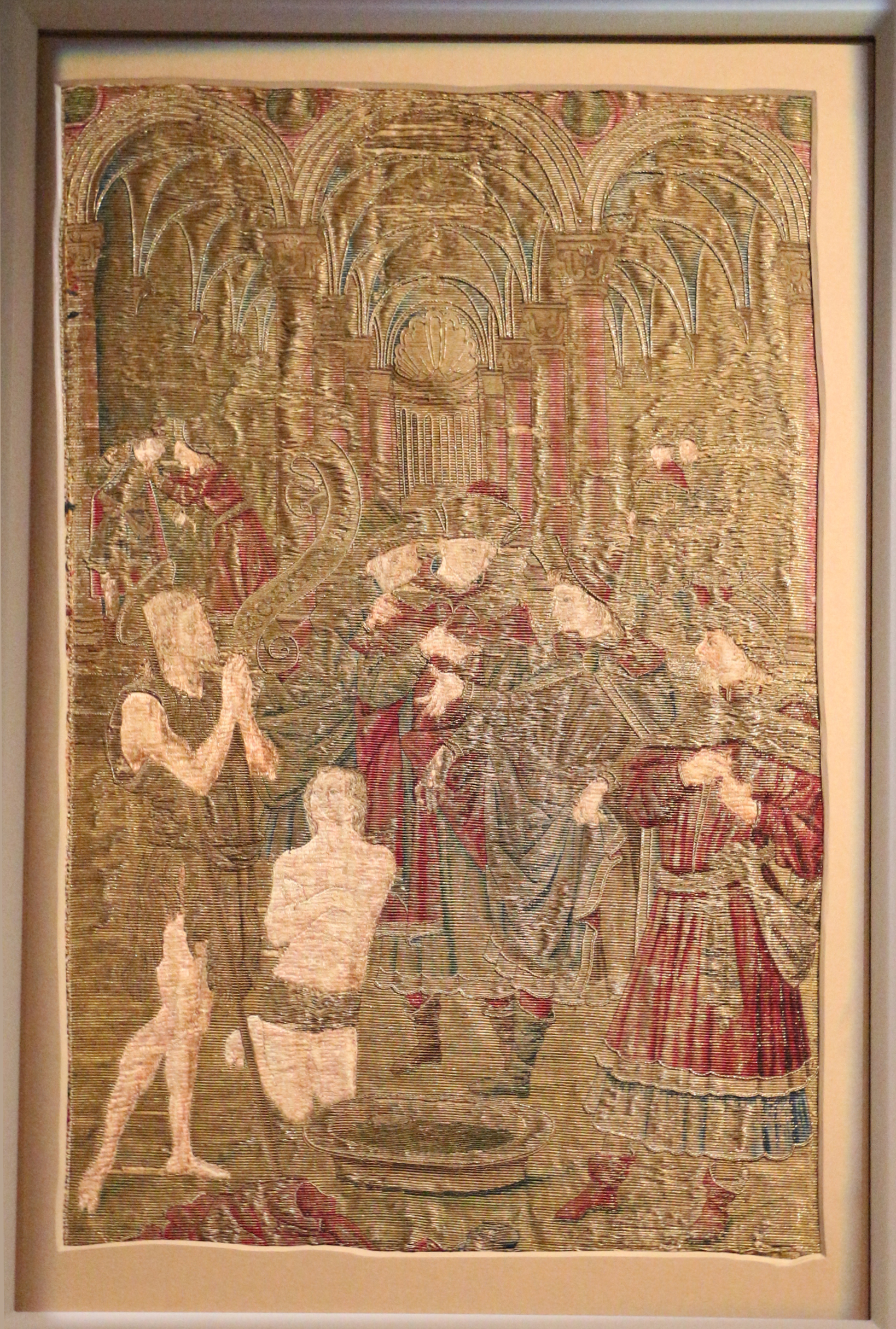
Il Battista annuncia ai farisei Cristo (dalmatica 2)
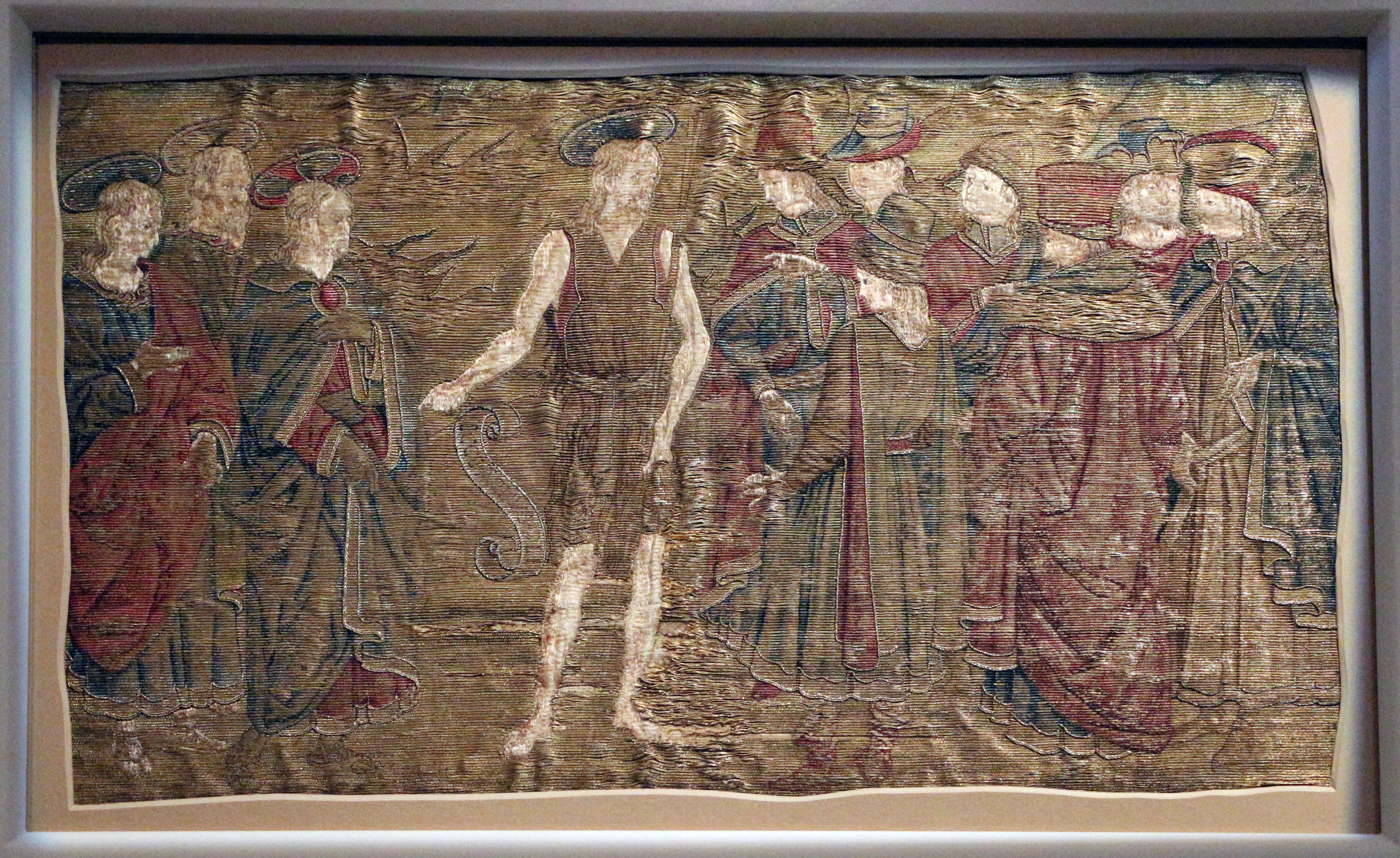
Il Battista indica il Cristo alle folle (dalmatica 1)
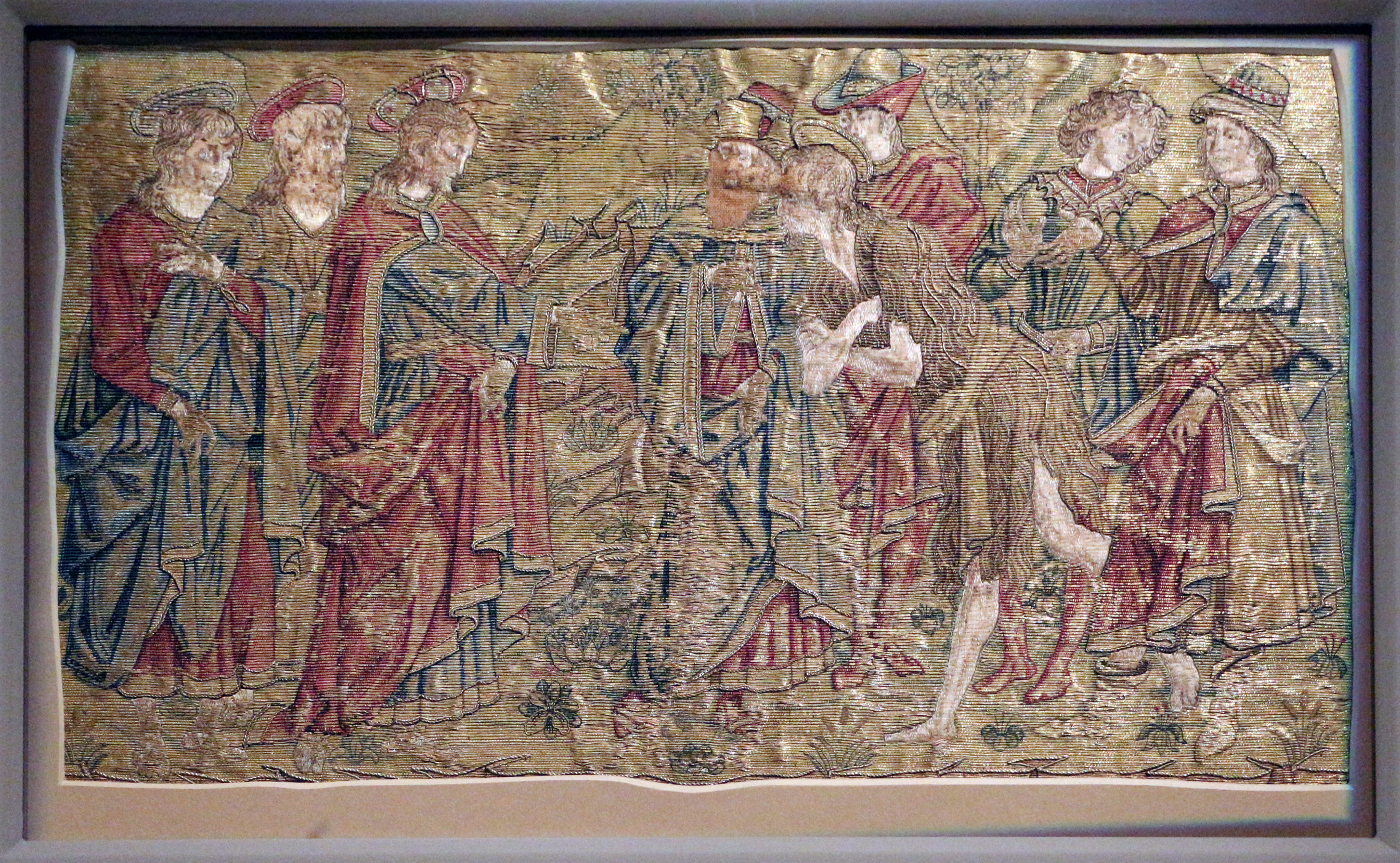
Il Battista incontra Gesù (dalmatica 2)
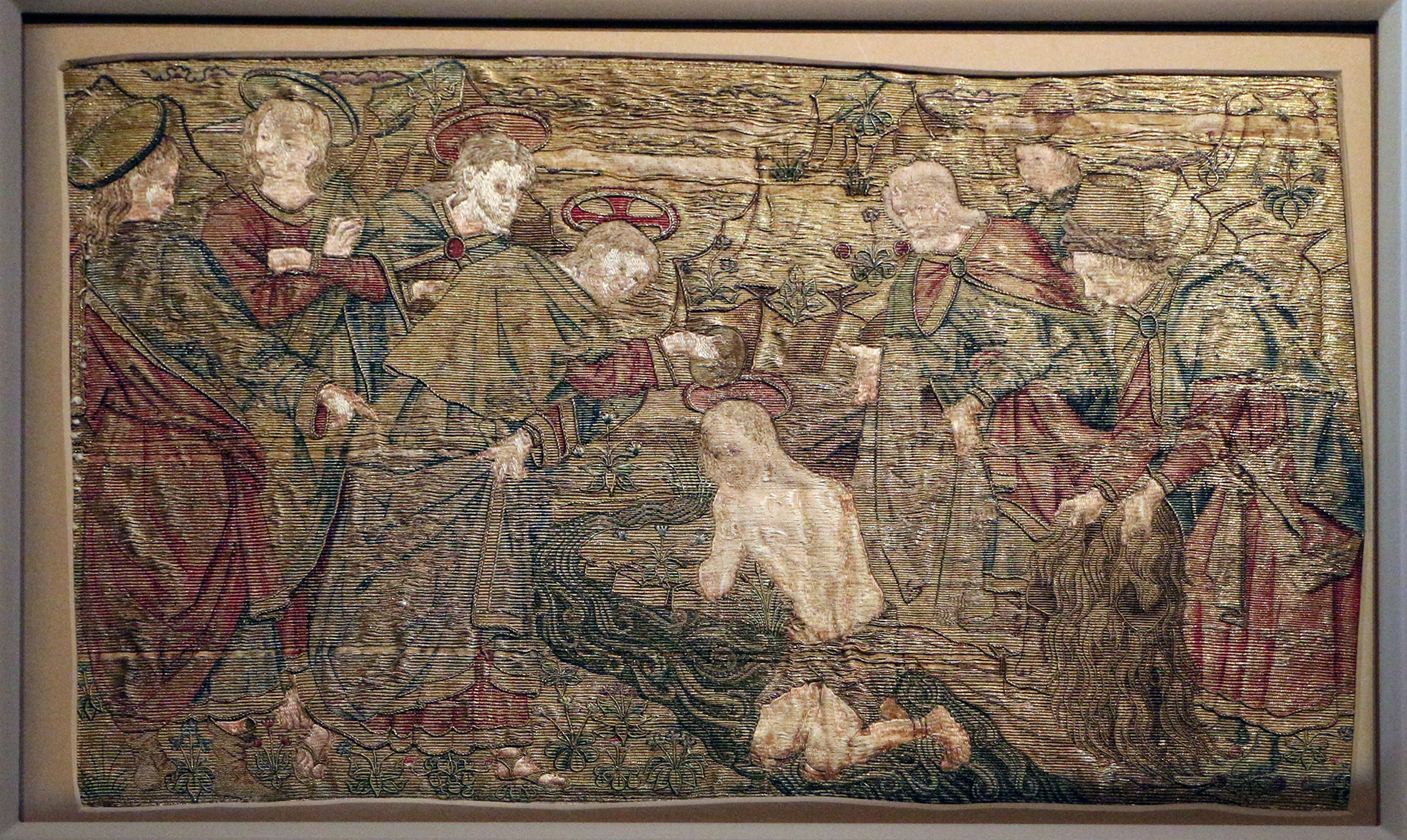
Battesimo di Cristo (dalmatica 2)
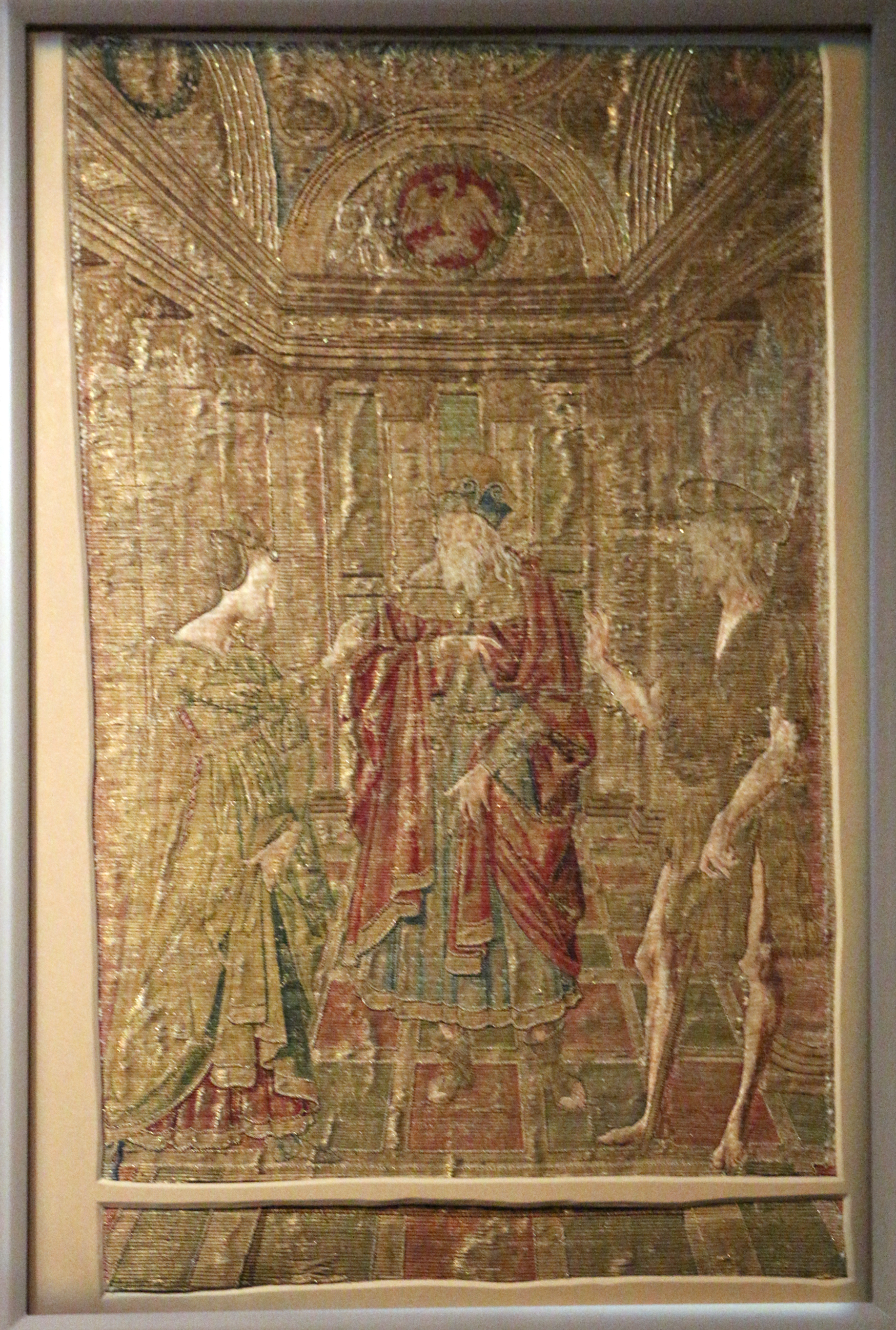
Erodiade accusa il Battista (dalmatica 1)
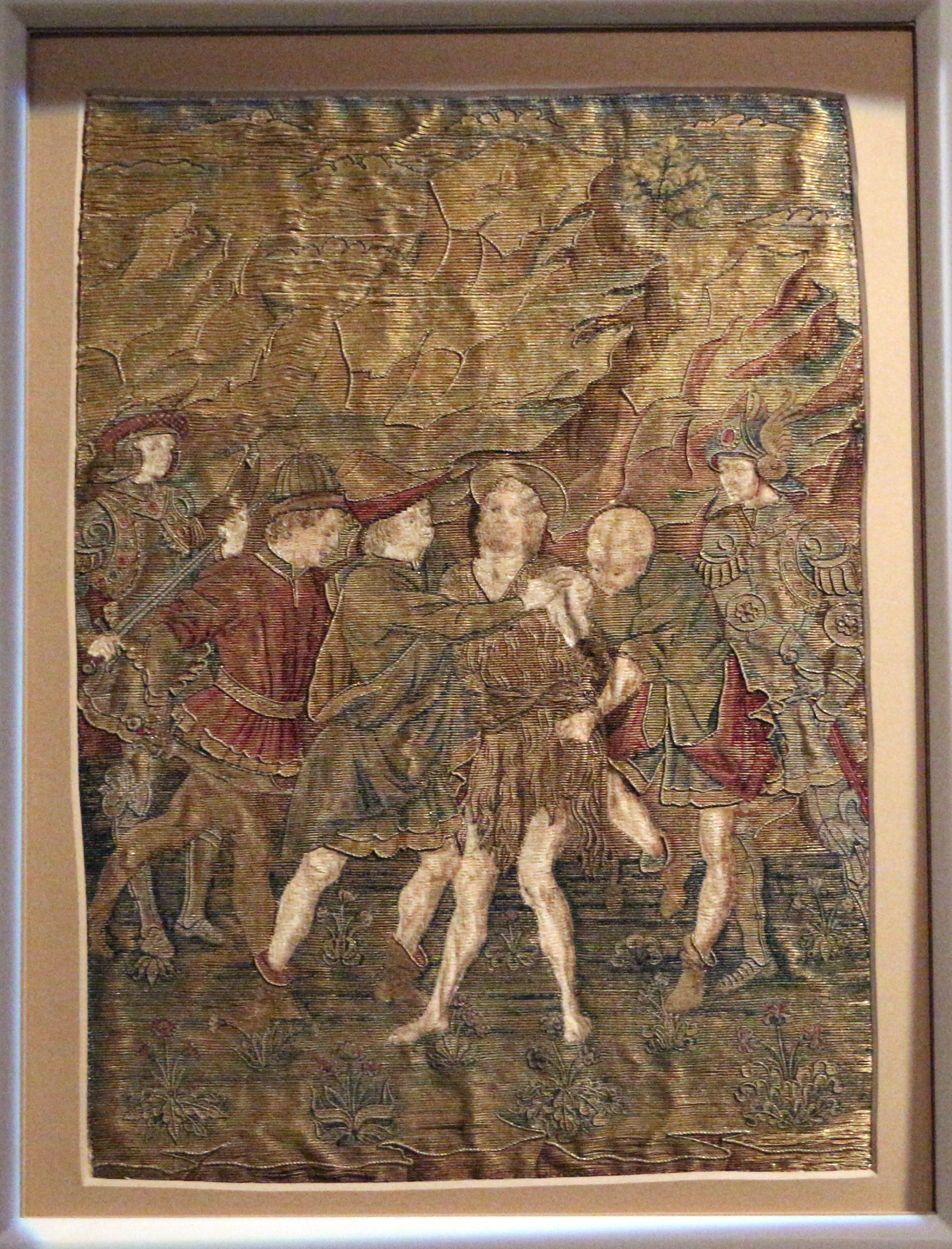
Arresto del Battista (piviale)
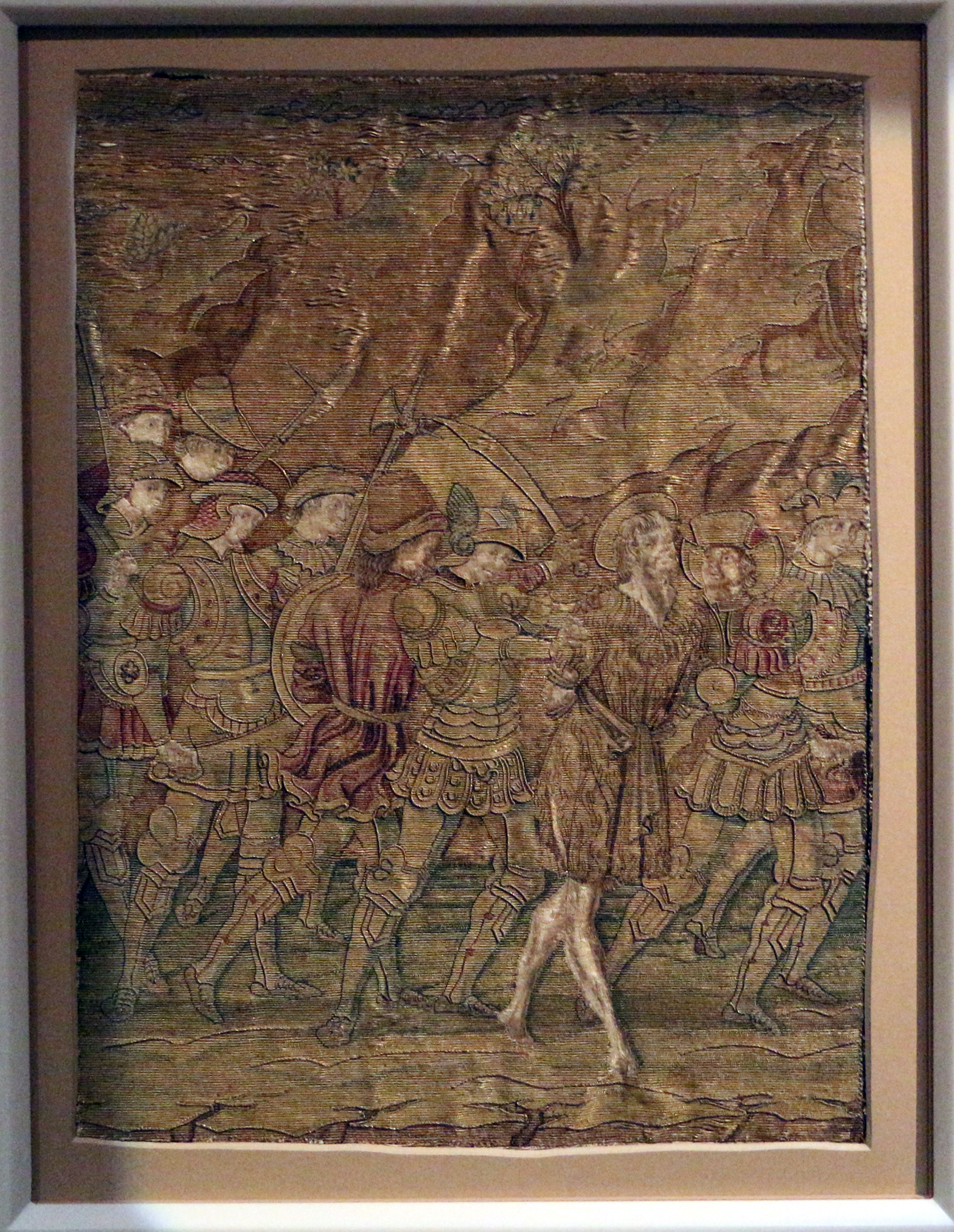
Il Battista condotto in carcere (piviale)
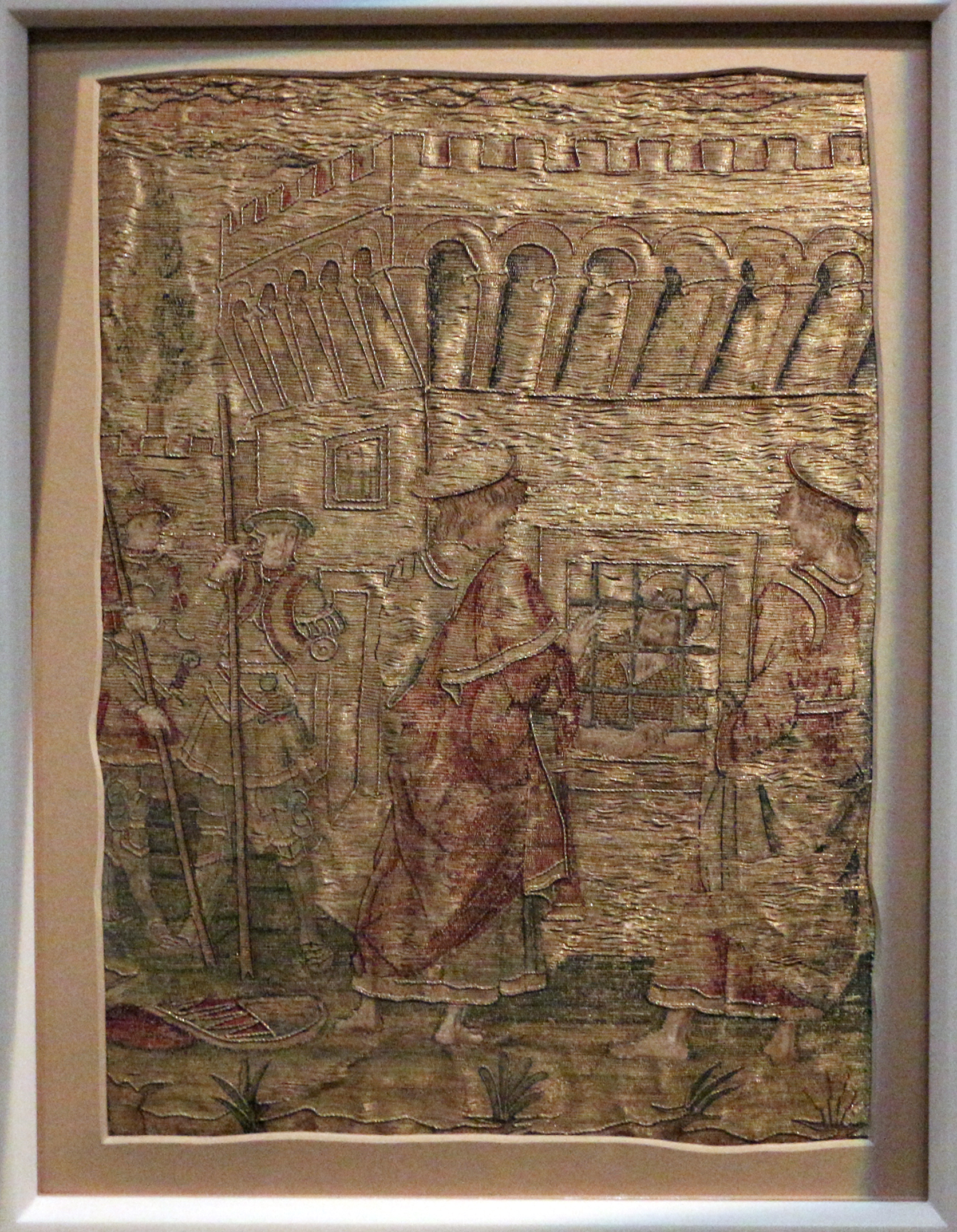
Il Battista visitato in carcere dai discepoli (piviale)
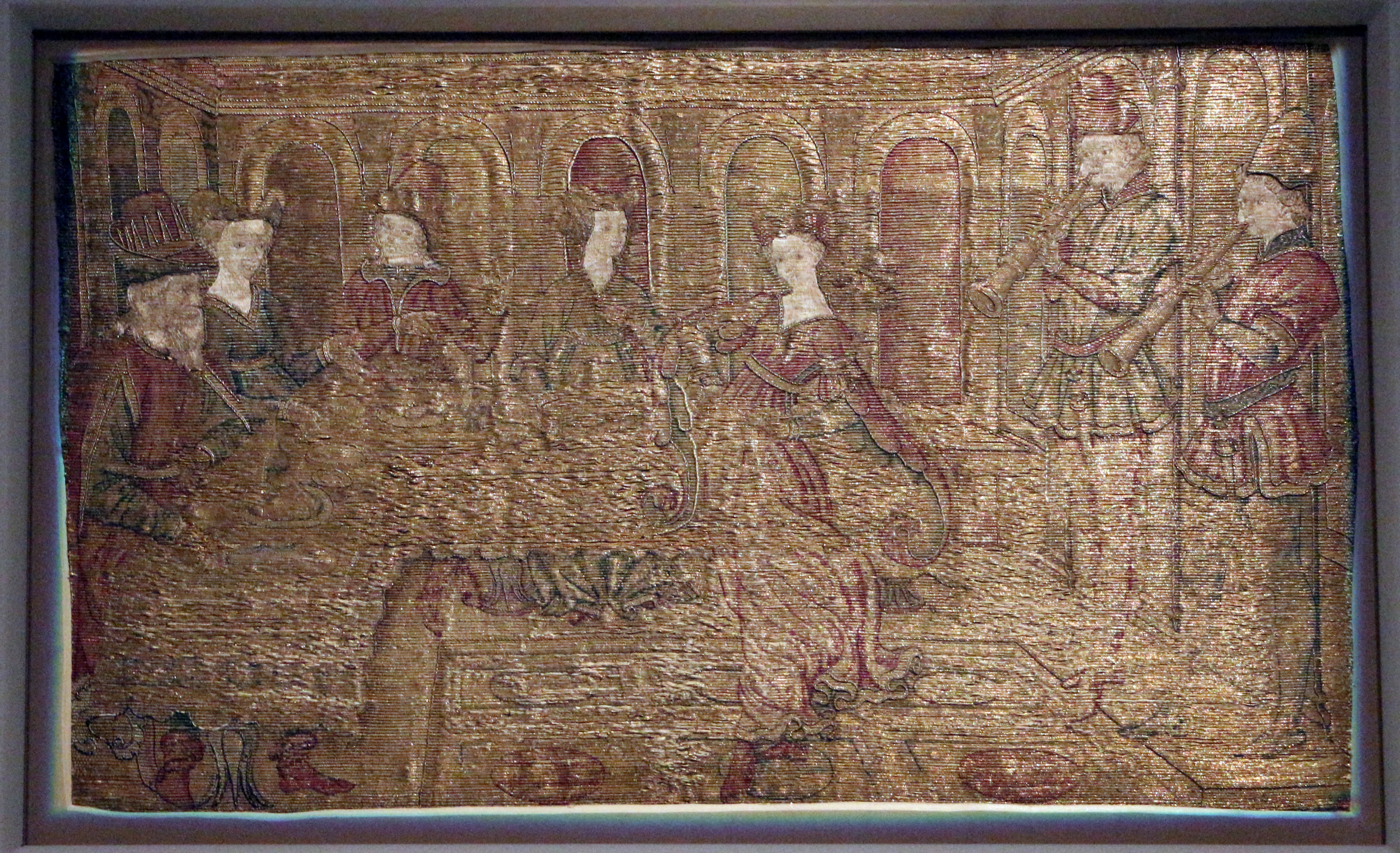
Danza di Salomè (dalmatica 1)
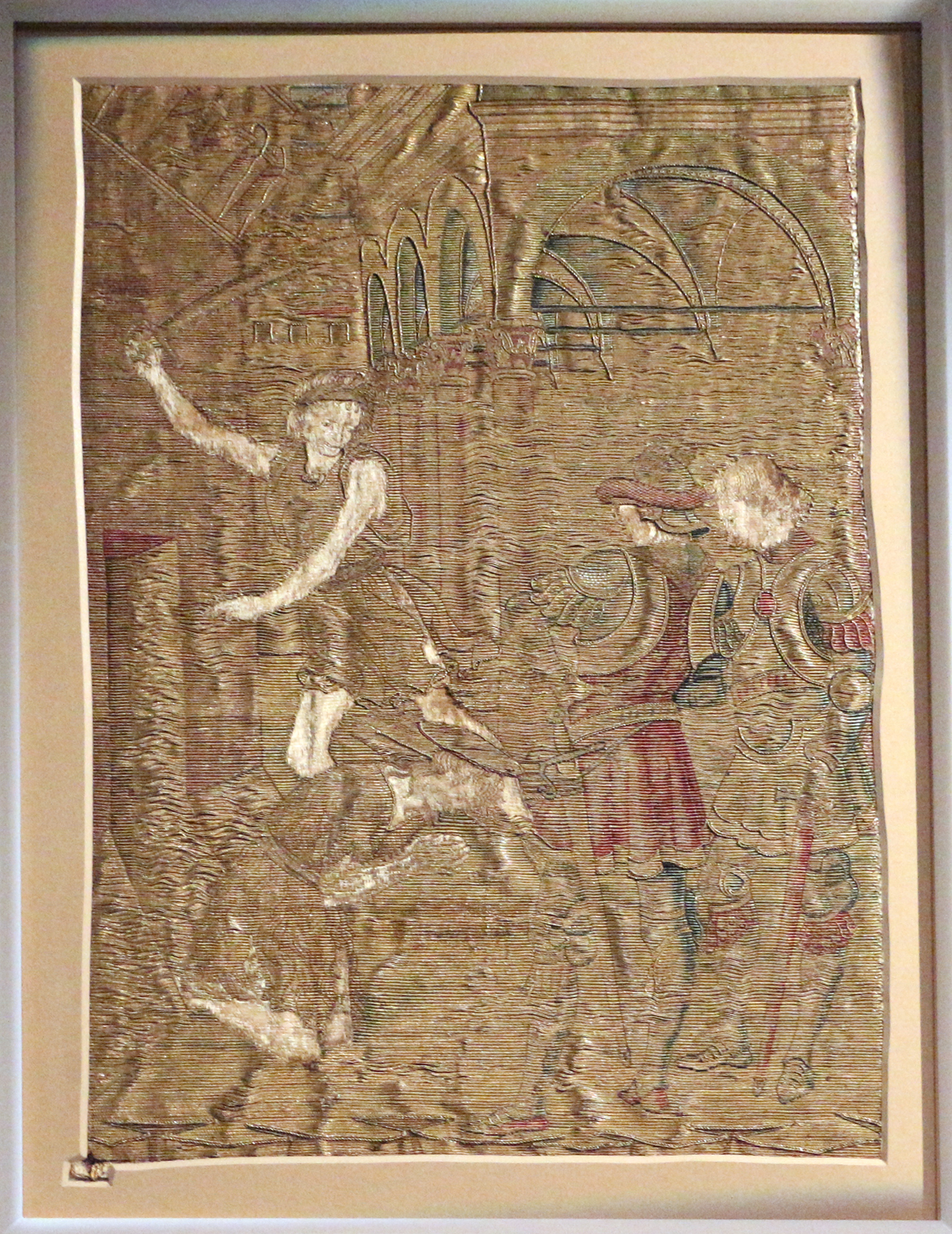
Decollazione del Battista (piviale)
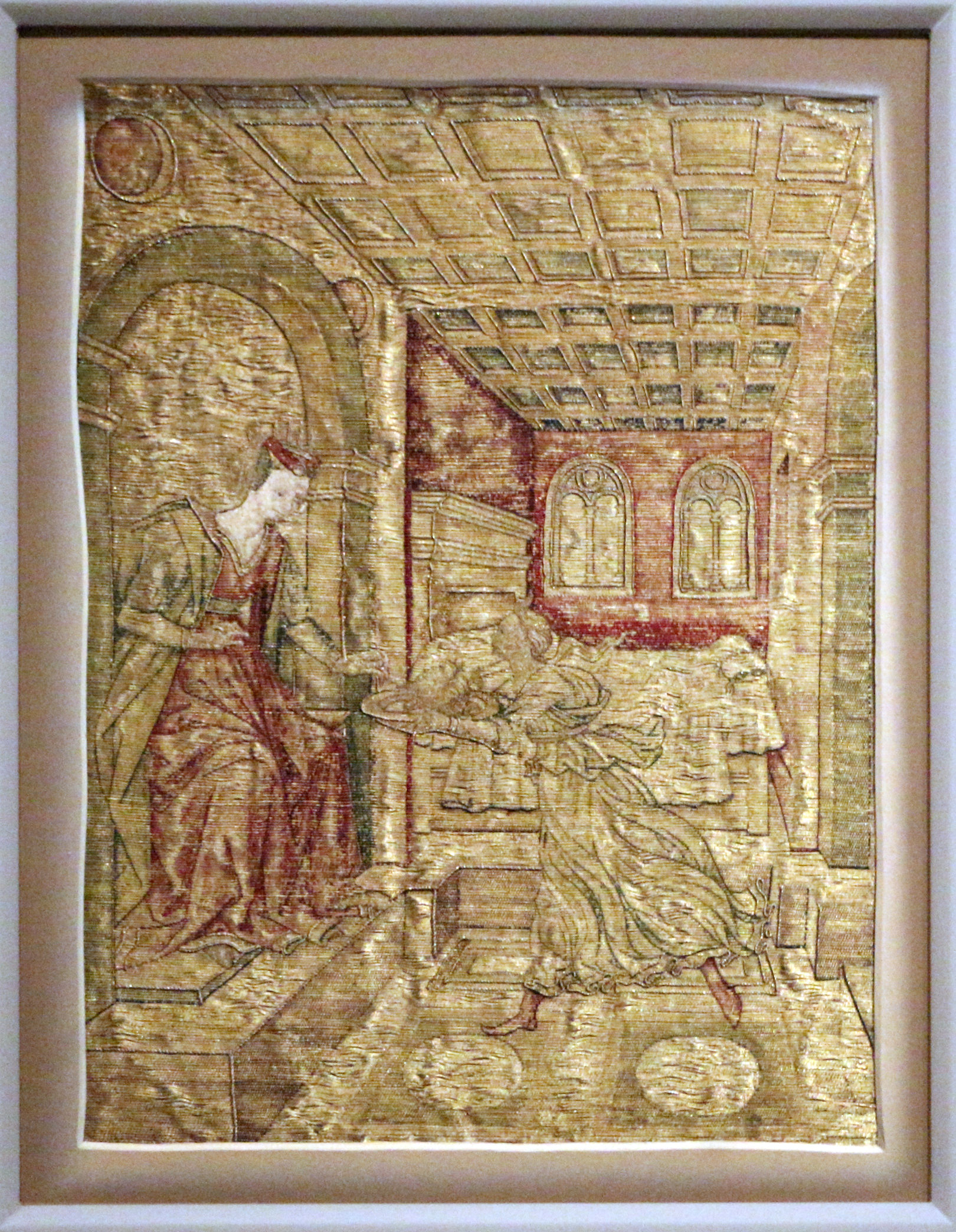
Salomè presenta ad Erodiade la testa del Battista (piviale)
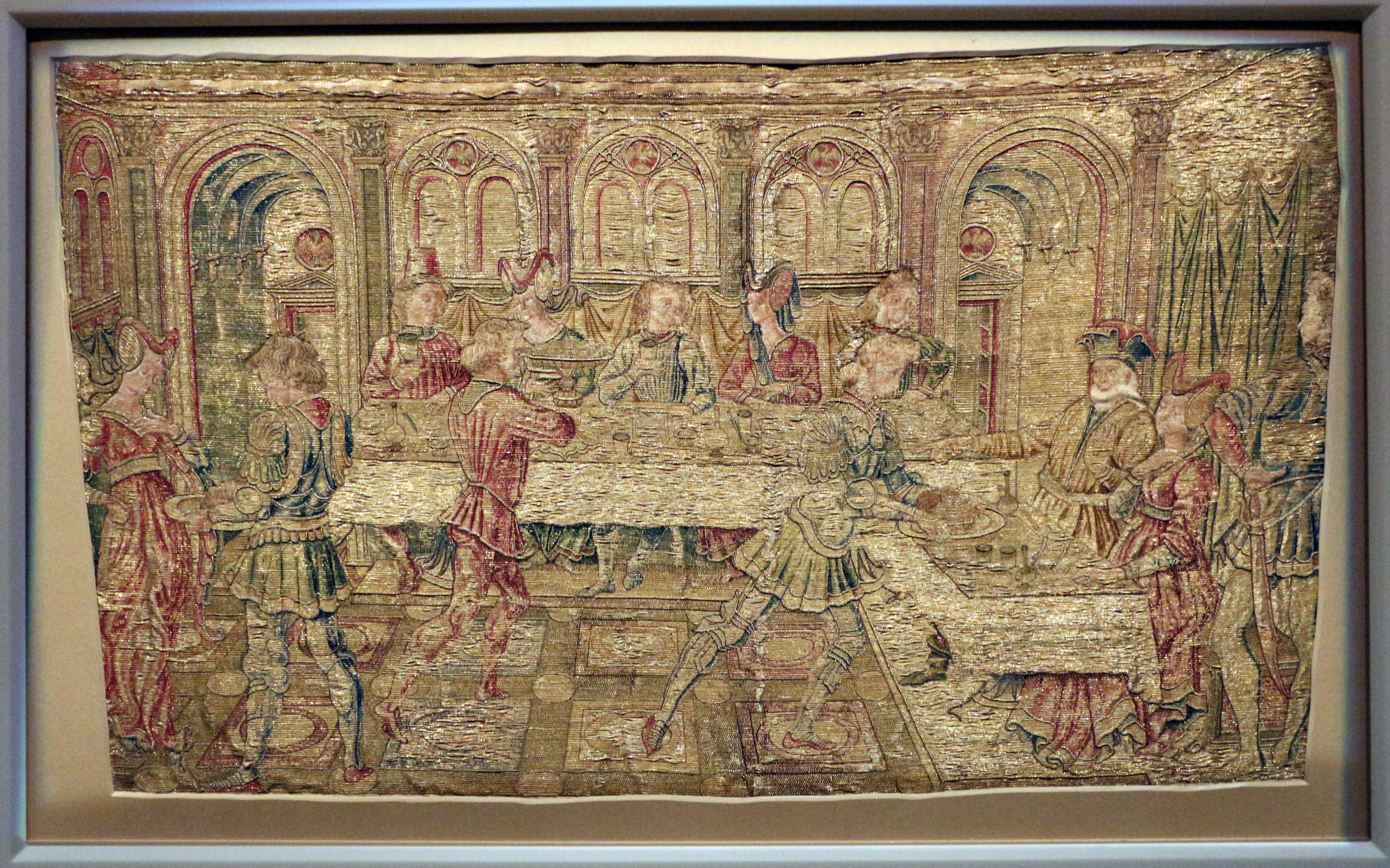
Banchetto di Erode (dalmatica 1)
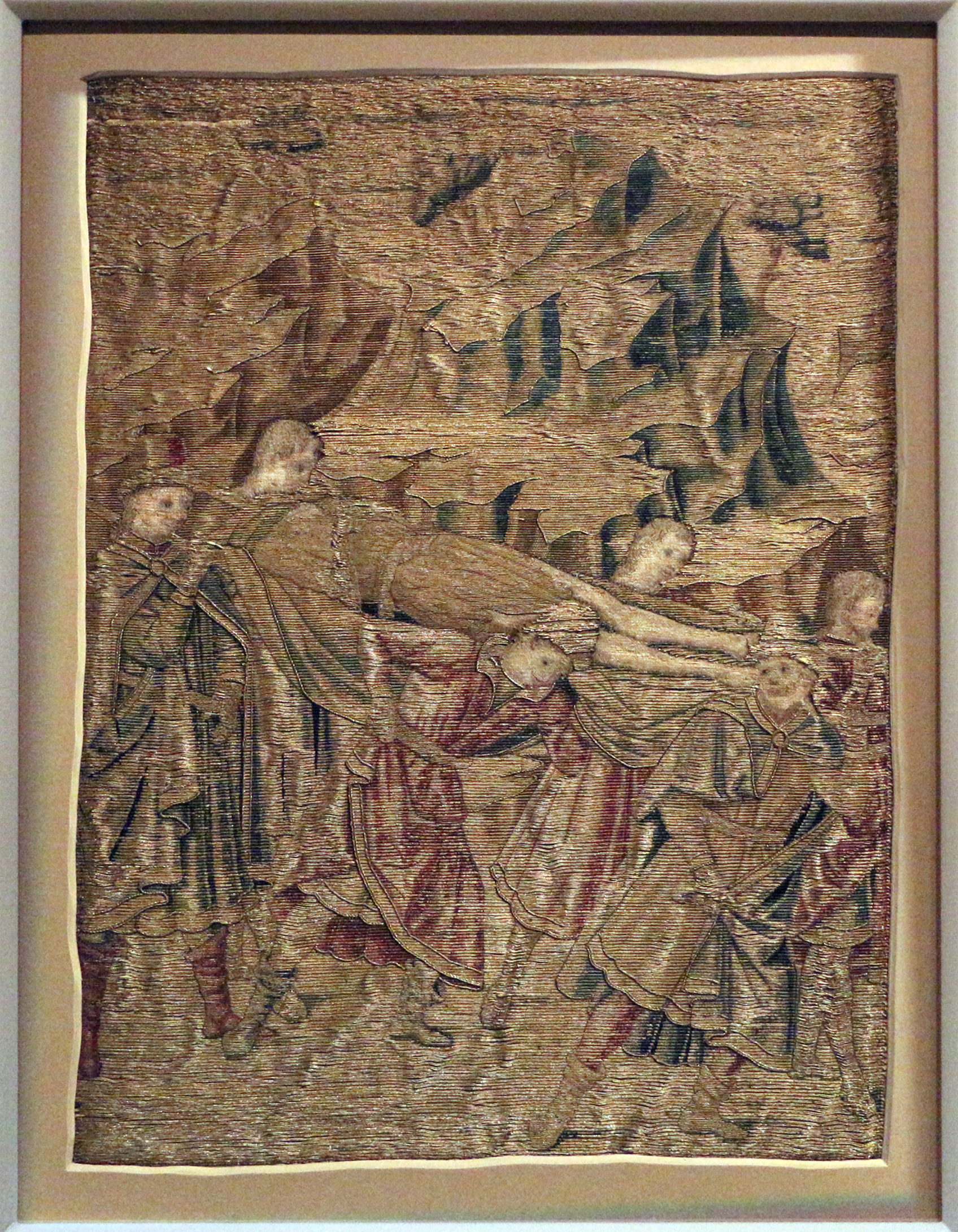
Traslazione del corpo del Battista (piviale)
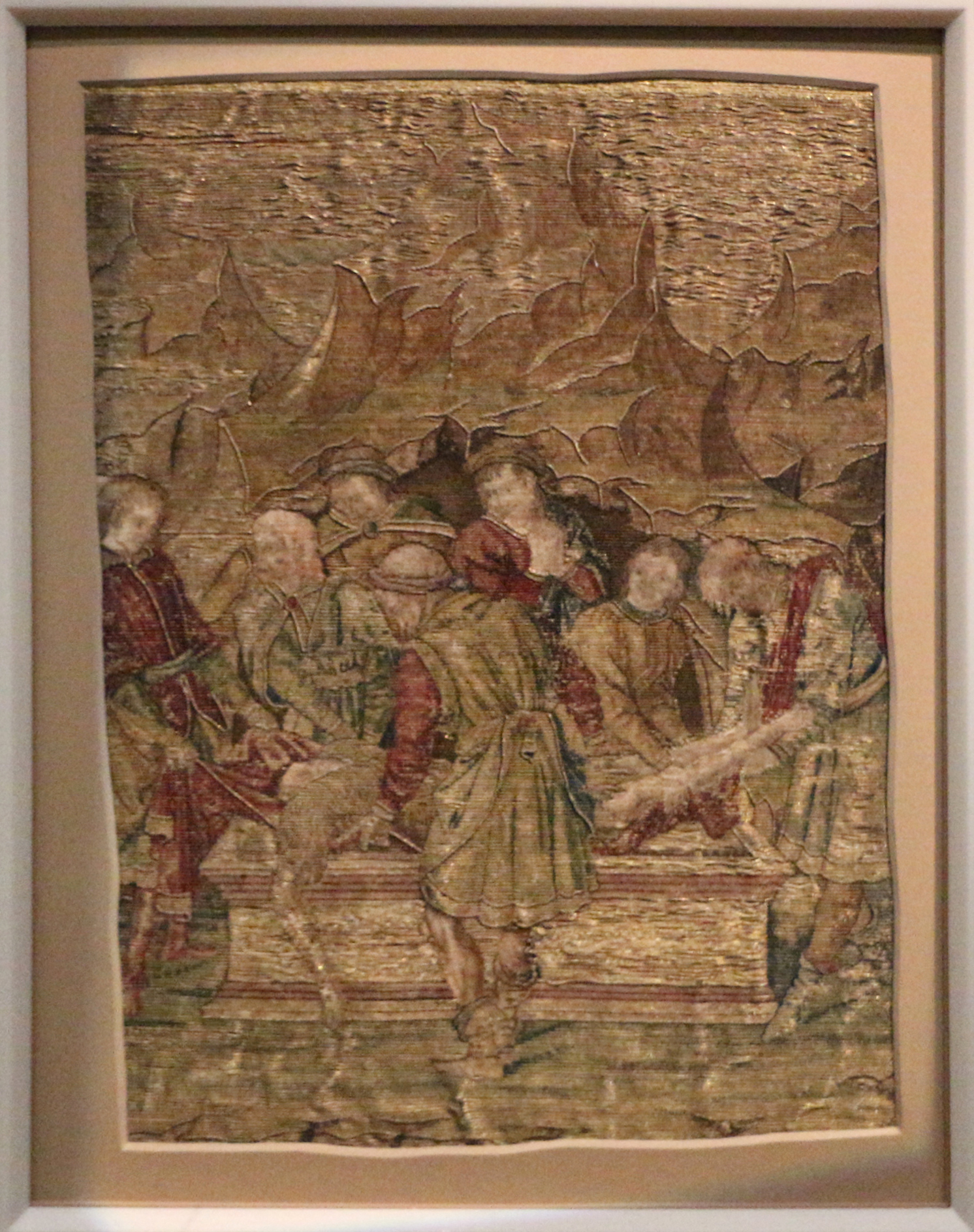
Sepoltura del Battista (piviale)
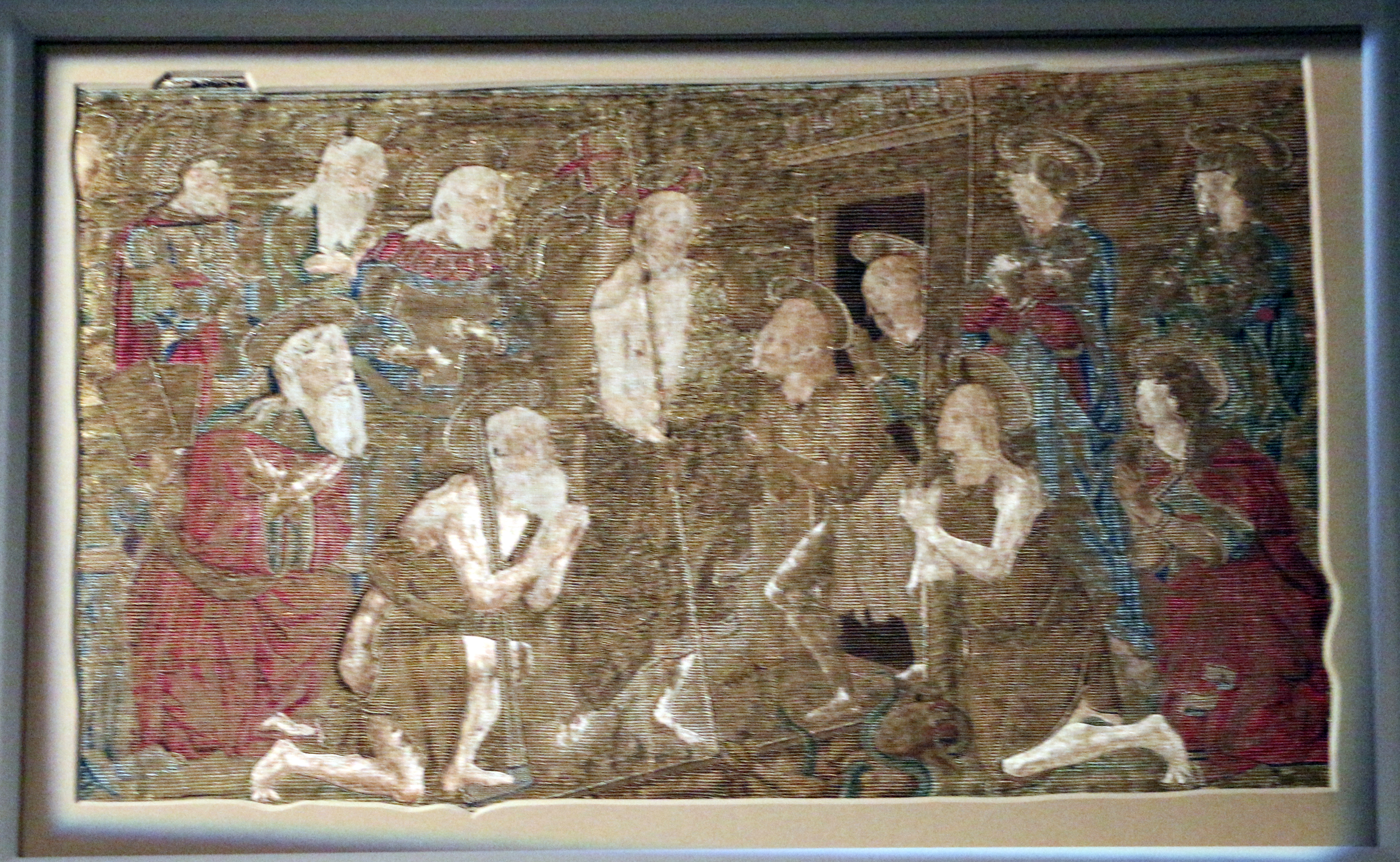
Discesa al Limbo (piviale)

Le scene sono caratterizzate da figure disposte nello spazio secondo le regole della prospettiva, con un importante ruolo delle architetture ordinatamente classicheggianti. L'uso del punto serrato (o velato, come lo chiamò Vasari) crea un telo talmente fitto di piccolissimi punti che rendeva invisibile la trama del tessuto, consentendo le modulazioni più sottili tipiche della pittura.